# نووووزنسنوفکا
نووووزنسنوفکا (به لاتین: Novovoznesenovka) یک منطقهٔ مسکونی در قرقیزستان است که در شهرستان آق‌سو، قرقیزستان واقع شده‌است. نووووزنسنوفکا ۳٬۰۹۲ نفر جمعیت دارد و ۱٬۷۹۵ متر بالاتر از سطح دریا واقع شده‌است.